# لانداو إن در بفالتس
لَنداو أو لَنْدَو إن در بفلتس وتعني لنداو في البفلتس (بالألمانية: Landau) هي urban district of Germany وبلدة ألمانية تقع في ألمانيا في راينلند بالاتينات. يقدر عدد سكانها بـ 43,048 نسمة .

## المدن التوأمة
مدن هاغويناو، ريبوفيل وفريدريك (ماريلاند) هي مدن توأمة لـلانداو إن در بفلتس

## أعلام
- مارلين زابف
- ميشال بريال
- حنا كلاين
- بنجامين اوير
- هربرت بارتلس
- ثوماس هينكين